# Saransk

Saransk (en russe : Саранск = Saransk ; en erza et en mokcha : Саранош = Саран ош = Saranoch = Saran och) est la capitale de la république de Mordovie, en Russie. Sa population s'élevait à 314 789 habitants en 2017.

## Géographie

### Situation
Saransk est située dans la partie centrale de la plaine d'Europe orientale sur le plateau de la Volga dans les paysages de steppe forestière de la partie centrale du bassin de la rivière Insar.
Saransk est située à la confluence des rivières Saranka et Insar à 513 km à l'est de Moscou et à 250 km au sud de Nijni Novgorod. 
La superficie de la ville est de 81,478 km2.
Saransk est située dans le fuseau horaire MSK heure de Moscou (UTC +3:00). 
Le midi solaire moyen à Saransk se produit à 11h59.

### Relief et hydrographie
Le relief de la ville est déterminé par son emplacement sur les hautes terres de la Volga. 
Les principaux quartiers résidentiels de la ville sont situés entre 125 et 200 m d'altitude, la hauteur moyenne du centre-ville étant de 160 m au-dessus du niveau de la mer[15]. 
Dans les espaces des bassins versants, l'altitude atteint 230 à 250 m. 
La plupart des pentes du territoire de Saransk sont orientées vers la vallée de la rivière Insar. Il se caractérise par les plus petites marques de hauteur (125 m). La complication de la morphologie du relief est influencée par les vallées des petites rivières - Saranka, Tavla, Penzyatka. Un trait caractéristique du relief est l'asymétrie des pentes. Les plus raides sont les versants aux expositions sud et ouest.

### Flore
Les forêts de feuillus dominent dans le territoire urbain. 
On trouve principalement du chêne pédonculé, et aussi du tilleul à petites feuilles, du frêne élevé, de l'érable plane et, moins souvent, de l'orme lisse, de l'Orme de montagne et de l'érable champêtre. 
Le sous-bois est composé de fusain verruqueux, de noisetier, de bourdaine, de cerisier à grappes, de sorbier. On trouve aussi du Nerprun cathartique, du pommier des bois et du cerisier des steppes.

## Histoire
Saransk fut fondée en 1641 avec pour objectif de servir de forteresse à la frontière sud-est du tsarat de Russie.
Pendant l'époque soviétique, elle est capitale de la république socialiste soviétique autonome de Mordovie. Dans les années 1960 et 1970, la vieille ville est reconstruite par les ingénieurs soviétiques qui créent des boulevards larges et d'importants quartiers résidentiels.

## Population et société

### Démographie
Recensements (*) ou estimations de la population
| 1856  | 1897*  | 1926*  | 1939*  | 1959*  |
| ----- | ------ | ------ | ------ | ------ |
| 5 400 | 14 584 | 15 224 | 40 894 | 91 034 |

| 1970*   | 1979*   | 1989*   | 2002*   | 2010*   |
| ------- | ------- | ------- | ------- | ------- |
| 190 575 | 263 337 | 312 128 | 304 866 | 297 415 |

| 2013    | 2014    | 2015    | 2016    | 2017    |
| ------- | ------- | ------- | ------- | ------- |
| 298 287 | 299 195 | 302 285 | 307 698 | 314 789 |

| 2021    | - | - | - | - |
| ------- | - | - | - | - |
| 314 871 | - | - | - | - |

### Sports
Saransk est un grand centre sportif de la région de la Volga. La ville abrite de grandes installations telles que le Palais des sports républicain, le Palais des glaces, le complexe sportif Mordovia, le centre de gymnastique Leonid Arkaev, ainsi que deux stades (la Mordovia Arena et le stade Start), plusieurs clubs sportifs et de fitness, des salles et sections sportives.
Le club de football de la ville, le FK Mordovia Saransk, évolue en première division russe en 2012-2013, puis de 2014 à 2016.
La Mordovie accueille des événements sportifs de niveau fédéral et international. En 2012, Saransk accueille la Coupe du monde de marche. En 2018, elle fait partie des villes retenues pour accueillir des matches de la Coupe du monde de football. La capitale de la Mordovie est la moins peuplée des onze villes organisatrices. Lors de la préparation à cet événement, le stade, des routes nouvelles et jonctions des transports, des hôtels ont été construits, l’aéroport a été reconstruit et le système des transports en commun a été modifié. Quatre matches se déroulent à la Mordovia Arena.
En 2016, la Mordovie a été reconnue la région la plus sportive du pays. Le nombre d’habitants faisant du sport augmente constamment et il est, en 2016, est de 36 %. Plus de 2 100 installations sportives ont été ouvertes.

## Divisions administratives

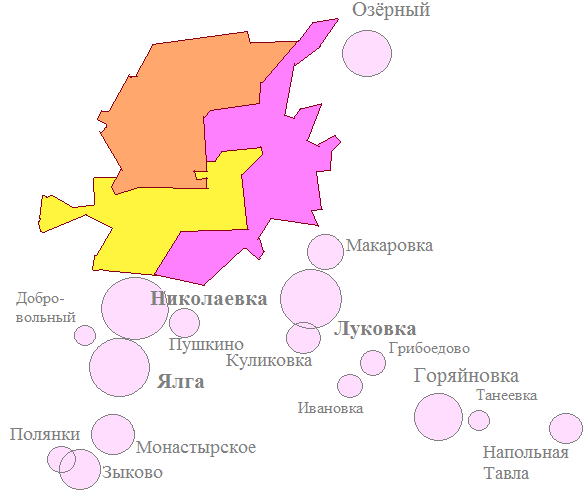
Raïons de Saransk
Raïon de Lénine
Raïon d'Octobre
Raïon du Prolétaire

Saransk est divisée en trois raïons :
- raïon de Lénine (ru),
- raïon d'Octobre (ru),
- raïon du Prolétaire (ru).

Saransk est une ville d'importance fédérale, à laquelle trois agglomérations urbaines et treize agglomérations rurales sont rattachées.
Dans le cadre de la structure municipale, il forme la municipalité urbaine de Saransk, qui comprend 18 localités (la ville de Saransk, 3 localités urbaines et 13 localités rurales).

## Économie
L'économie de Saransk comprend la fabrication de câbles électriques, des entreprises agroalimentaires et métallurgiques. La ville compte aussi deux centrales d'énergie thermique. Les principales entreprises sont :
- Lisma (russe : ОАО Лисма) : en service depuis 1956, fabrique des lampes à incandescence, des lampes halogènes, etc. C'est le principal producteur de Russie pour ce type de produits. Elle emploie 5 200 salariés (2007)[3],[4].
- Rezinotekhnika ou SZRT (russe : ОАО Саранский завод Резинотехника), qui fabrique des articles en caoutchouc moulés ou extrudés, des tuyaux, des adhésifs divers, des bandes transporteuses, des articles collés ; emploie 3 300 salariés[5],[6].
- Saranskkabel (russe : ОАО Завод Сарансккабель), qui fabrique des câbles électriques et de communication depuis 1955 ; 2 000 salariés[7].

## Transports
La ville est desservie par l'aérodrome de Saransk et possède une base aérienne. La gare construite en 1893 est située sur la ligne de chemin de fer entre Rouzaïevka (à une dizaine de kilomètres au sud) et Kazan. En revanche Rouzaïevka est un arrêt sur la ligne principale de chemin de fer reliant Moscou à Riazan. Une autoroute passe non loin de Saransk.

### Aéroport
À Saransk, il y a un aéroport international de niveau fédéral qui porte le même nom « Saransk » (IATA: SKX, ICAO: UWPS).
Au janvier 2017, l’aéroport a été fermé pour une reconstruction en vue de l’accueil à Saransk des matchs de la Coupe du monde de football de 2018. Après cette reconstruction la piste d’atterrissage a été renforcée par une couche de béton asphaltique. Un terminal permanent de capacité 300 passagers par heure pour les vols intérieurs (600 passagers par heure pendant la durée de la Coupe du monde de football 2018) et un terminal temporaire pour les vols internationaux de capacité 360 passagers par heure ont été mis en exploitation.
L’aéroport est autorisé à faire atterrir les avions Boeing 737 CL\NG et Airbus A-319\320\321.
En 2018, l’aéroport a vu atterrir le premier vol régulier après reconstruction.
Il est possible d’accéder au terminal international de l’aéroport Saransk en voiture, en transports en commun ou en taxi.

### Transports urbains
Les transports urbains à Saransk sont les autobus, les trolleybus et les taxis à itinéraire fixe.
Les trolleybus circulent depuis 1966, tous les microdistricts sont liés par les itinéraires de trolleybus.
Lors de la préparation de Saransk à la Coupe du monde de football, le parc municipal d’autobus et de trolleybus a été renouvelé.

### Transport routier

#### Autoroutes
Saransk est située à l'intersection des routes  (Nijni Novgorod - Arzamas - Saransk - Issa - Penza - Saratov), Р178 (Saransk - Surskoye - Oulianovsk), Р179 (Saransk — Rouzaïevka — Païgarm) et Р180 (Saransk — Krasnoslobodsk — Novi Vyselki). 
La ville est située à environ 180 kilomètres de la  (Moscou - Tchéliabinsk).

#### Ceinture de Saransk
Lors de la préparation à la Coupe du monde de football à Saransk, une route menant à l’aéroport a été construite et la construction d’une jonction des transports assurant l’accès à l’aéroport a été commencée. La longueur de cette voie est de 3,5 km. 
Une partie de la route a été reconstruite et l’autre partie a été nouvellement construite.
La longueur totale du contournement de Saransk est de 17,5 km. Il a été installé deux voies de circulation, la route possède trois jonctions des transports, cinq ponts et quatre viaducs. L’objectif de la construction de la route consiste à décharger la partie centrale de la ville et lier la route fédérale avec les routes de niveau régional.

## Culture locale et patrimoine

### Culture
La ville compte trois théâtres : un théâtre d'art dramatique fondé en 1961, un théâtre de marionnettes et un théâtre comique. Depuis 1957, la ville a son université : l'Université d'État mordve.
Le musée Polejaïev est consacré à la vie et à l'œuvre du poète Alexandre Polejaïev (1804-1838).

### Personnalités
- Ilya Dévine (1922-1998), écrivain mordve, est mort à Saransk.
- L'acteur français Gérard Depardieu est officiellement enregistré dans un appartement du centre-ville de Saransk depuis sa naturalisation russe en 2013[9].

## Religion
Saransk est depuis 1991 le siège de l'éparchie de Saransk de l'Église orthodoxe russe qui est également le siège métropolitain de Mordovie avec comme autres éparchies (diocèses) suffragantes, outre l'éparchie de Saransk, l'éparchie d'Ardatov et l'éparchie de Krasnoslobodsk. Le siège est la cathédrale Saint-Théodore-Ouchakov. La religion orthodoxe est majoritaire, avec une vingtaine de lieux de culte en ville ; mais il existe aussi une communauté luthérienne qui se réunit à l'église de la Résurrection et de nouvelles petites communautés protestantes, installées depuis les années 1990. Une paroisse catholique est également enregistrée à Saransk. La communauté musulmane dispose de trois mosquées.

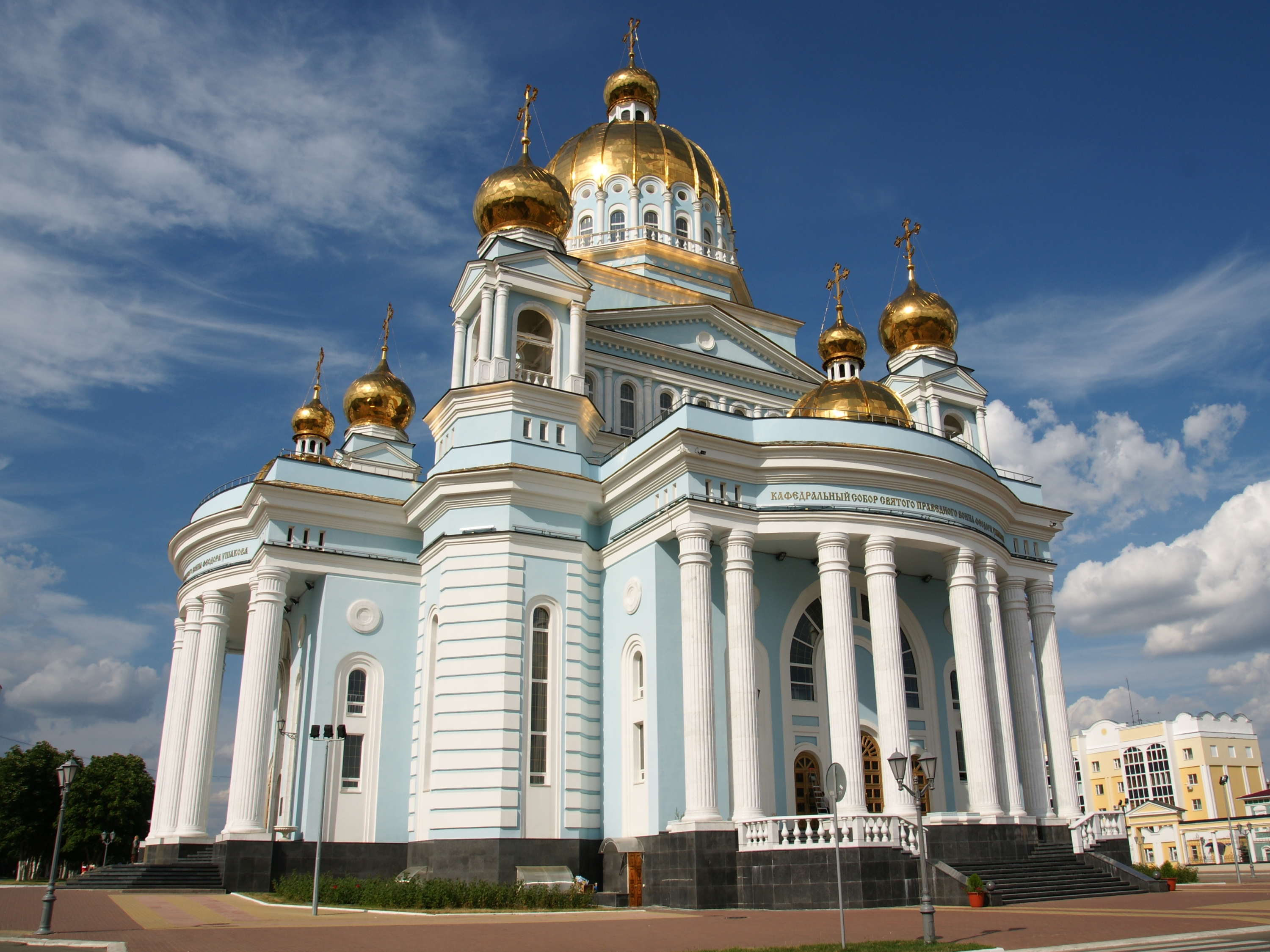
Cathédrale Saint-Théodore-Ouchakov de Saransk.

## Jumelages
| Ville | Ville               | Pays | Pays        | Période     |
| ----- | ------------------- | ---- | ----------- | ----------- |
|       | Botevgrad           |      | Bulgarie    | depuis 1979 |
|       | Gorzów Wielkopolski |      | Pologne     | depuis 1980 |
|       | Kalinkavitchy       |      | Biélorussie |             |
|       | Kohtla-Järve        |      | Estonie     |             |
|       | Sieradz             |      | Pologne     | depuis 1980 |

### Source
- Informations sur Saransk (en russe)

- (en) Cet article est partiellement ou en totalité issu de l’article de Wikipédia en anglais intitulé « Saransk » (voir la liste des auteurs).